# عالية (ممثلة)
عالية هي ممثلة صينية، ولدت في 10 مايو 1992 في منغوليا الداخلية في الصين.